# Dzsatcsa

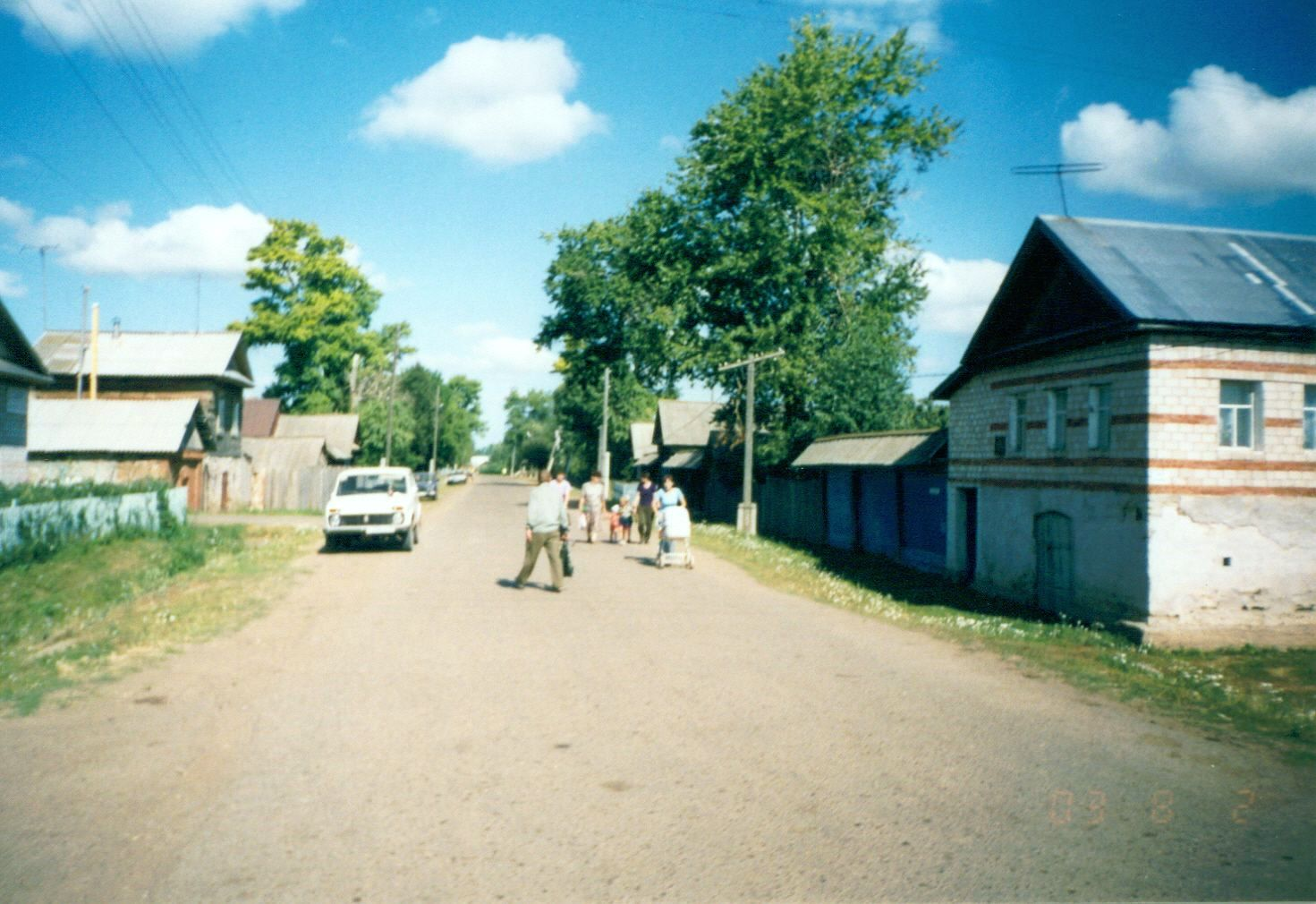
Dzsatcsai utcakép

Dzsatcsa (udmurtul Ӟатча) vagy orosz nevén Varzi-Jatcsi (Варзи-Ятчи) egy udmurtiai falu az Alnasi járásban, 90 km-re a fővárostól, 55 km-re a tatárföldi Argüztől és 22 km-re a járás székhelyétől. Lakosainak száma mintegy 2100 fő.

## A falu és a víz kapcsolata
A falu szélén 1889-ben szanatóriumot nyitottak. A faluban forrásvíz is fakad, és ezt palackozzák és a falu orosz nevét viselő ásványvízként árusítják.
A falu irányítószáma 427896.